# Kanton Saint-Martin-d'Auxigny
Saint-Martin-d'Auxigny is een kanton van het Franse departement Cher. Het kanton maakt deel uit van de arrondissementen Bourges  (12) en Vierzon (3).

## Gemeenten
Het kanton Saint-Martin-d'Auxigny omvatte tot 2014 de volgende 11 gemeenten:
- Allogny
- Fussy
- Menetou-Salon
- Pigny
- Quantilly
- Saint-Éloy-de-Gy
- Saint-Georges-sur-Moulon
- Saint-Martin-d'Auxigny (hoofdplaats)
- Saint-Palais
- Vasselay
- Vignoux-sous-les-Aix

Bij de herindeling van de kantons door het decreet van 21 februari 2014 met uitwerking op 22 maart 2015 werden volgende 4 gemeenten daaraan toegevoegd:
- Achères
- Saint-Laurent
- Vignoux-sur-Barangeon
- Vouzeron